# DMZ (komiks)
DMZ je americká komiksová série napsaná Brianem Woodem a ilustrovaná Woodem a Riccardem Burchiellim. V USA komiks vydalo nakladatelství DC Comics prostřednictvím svého imprintu Vertigo Comics. Původní vydání bylo vydáváno měsíčně časopisecky od listopadu 2005 do února 2012. Celou sérii tvoří 72 čísel, která byla později vydána ve 12 svazcích.
V roce 2020 oznámila televize HBO objednávku seriálové adaptace.

## Stručný popis
Děj série je umístěn do blízké budoucnosti, kdy došlo v USA k druhé občanské válce a z Manhattanu v New Yorku je demilitarizované pásmo (DMZ). Válka probíhá mezi armádou Spojených států amerických a Svobodných států amerických. Rozkladný proces jednoty USA byl zapříčiněn neustálými zahraničními intervencemi americké armády. Secese Unie započala ve státu Montana a postupně se rozšířila po celých USA. První boj proběhl ve městě Allentown, stát Pennsylvania, kde zvítězila vojska Svobodných států a následně zahájila útok na New York. Svobodné státy obsadily New Jersey, zatímco Spojené státy udržely čtvrtě Queens a Brooklyn. Z Manhattanu se tím stalo přirozené demilitarizované pásmo. Po náhlé evakuaci, na ostrově Manhattan zůstalo 400 000 obyvatel.
V první 22 číslech série je sledován osud mladého novináře Mattyho Rotha, který se rozhodne zůstat v DMZ a napsat reportáž. V číslech 23 až 28 je popsána DMZ z pohledu dalších lidí. Od čísla 29 se opět děj soustředí na osud Mattyho Rotha.

## Česká vydání

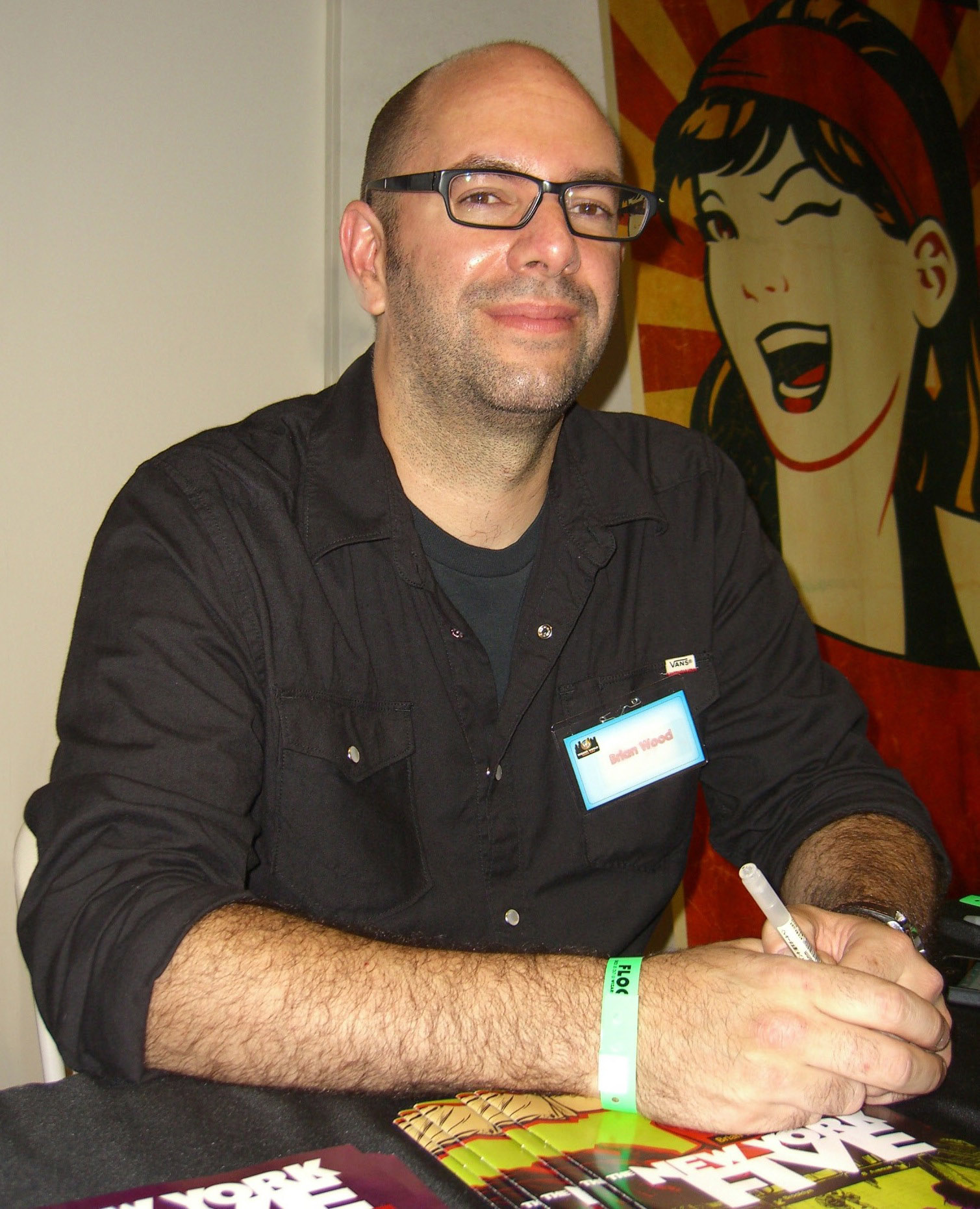
Autor DMZ Brian Wood.

V České republice vydalo příběhy DMZ nakladatelství BB/art.
- 2009 - DMZ - Válečná zóna / (Vol. 1: On The Ground - #1–5, 2006).
- 2011 - DMZ 2 - Tělo novináře / (Vol. 2: Body of a Journalist - #6–12, 2007).
- 2012 - DMZ 3 - Veřejné práce / (Vol. 3: Public Works - #13–17, 2007).
- 2012 - DMZ 4 - Palba do vlastních / (Vol. 4: Friendly Fire - #18–22, 2008).
- 2013 - DMZ 5 - Skrytá válka / (Vol. 5: The Hidden War - #23–28, 2008).
- 2013 - DMZ 6 - Krvavé volby / (Vol. 6: Blood in the Game - #29-34, 2009).